# Kożuchy Małe (Giżycko)
Kożuchy Małe (deutsch Klein Kosuchen) ist eine Siedlung (polnisch osada) in der polnischen Woiwodschaft Ermland-Masuren, die zur Gmina Giżycko (Landgemeinde Lötzen) im Powiat Giżycki (Kreis Lötzen) gehört.

## Geographische Lage
Kożuchy Małe liegt im nördlichen Osten der Woiwodschaft Ermland-Masuren, sechs Kilometer östlich der Kreisstadt Giżycko (Lötzen).

## Geschichte
Das Gutsdorf Klein Kosuchen wurde 1874 in den neu errichteten Amtsbezirk Sulimmen (polnisch Sulimy) eingegliedert. Er gehörte zum Kreis Lötzen im Regierungsbezirk Gumbinnen (1905 bis 1945: Regierungsbezirk Allenstein) in der preußischen Provinz Ostpreußen. 
Waren 1818 noch 36 Einwohner in Klein Kosuchen gemeldet, so stieg ihre Zahl bis 1910 auf 69 an.
Am 17. Februar 1920 gab der Gutsbezirk Klein Kosuchen seine Eigenständigkeit auf und wurde in die Landgemeinde Groß Kosuchen (polnisch Kożuchy Wielkie) eingegliedert.
In Kriegsfolge kam das Dorf 1945 mit dem gesamten südlichen Ostpreußen zu Polen und erhielt die polnische Namensform „Kożuchy Małe“. Heute ist der Ort in das Schulzenamt (polnisch sołectwo) Kożuchy Wielkie einbezogen und eine Ortschaft im Verbund der Gmina Giżycko (Landgemeinde Lötzen) im Powiat Giżycki (Kreis Lötzen), vor 1998 der Woiwodschaft Suwałki, seither der Woiwodschaft Ermland-Masuren zugeordnet.

## Religionen
Bis 1945 war Klein Kosuchen in die Evangelische Pfarrkirche Lötzen in der Kirchenprovinz Ostpreußen der Kirche der Altpreußischen Union sowie in die Katholische Pfarrkirche St. Bruno Lötzen im Bistum Ermland eingepfarrt.
Heute gehört Kożuchy Małe zur Evangelischen Pfarrkirche in Giżycko in der Diözese Masuren der Evangelisch-Augsburgischen Kirche in Polen bzw. zur katholischen Pfarrei in Bystry (Biestern) mit der Filialgemeinde in Upałty Małe (Klein Upalten) im Bistum Ełk (Lyck) der Römisch-katholischen Kirche in Polen.

## Verkehr
Kożuchy Małe ist von Kożuchy Wielkie (Groß Kosuchen) aus über eine Nebenstraße zu erreichen. Eine Bahnanbindung besteht nicht.